# Agios Sergios
Agios Sergios, griechisch Άγιος Σέργιος (Sankt Sergius), türkisch Yeni Boğaziçi (Neu-Bosporus) ist ein größeres Dorf an der Ostküste Zyperns und liegt in der international nicht anerkannten Türkischen Republik Nordzypern.

## Geschichte
Im Jahre 1946 lebten 1.790 Menschen in Agios Sergios. Davon waren nur 82 Menschen türkisch-zypriotisch und der Rest griechisch-zypriotisch. 1958 flohen alle türkisch-zypriotischen Bewohner nach Famagusta. Es lebten 2.040 Menschen 1973 in Agios Sergios, bevor einige der ehemaligen türkisch-zypriotischen Bewohner und Menschen aus Istanbul und Trabzon wieder nach Agios Sergios kamen. 1976 wurde eine Moschee errichtet.

## Wirtschaft und Infrastruktur
Die wichtigste Einnahmequelle in Agios Sergios ist der Tourismus. An der langen Küstenlinie haben sich viele Hotels angesiedelt. Zwischen dem eigentlichen Ort und der Küste ist das Nationale Waldgebiet Salamis Ormanı gelegen.
Mit dem Auto ist der Ort über mehrere Straßen erreichbar. Die größte Straße ist die Salamis Yolu, die von Famagusta in den Nordosten des Landes führt. Der Flughafen Ercan ist etwa 50 Kilometer mit dem Auto entfernt. Von dort werden nur Ziele in der Türkei bedient. Internationale Flughäfen befinden sich nur in der Südhälfte – der Republik Zypern.

## Städtepartnerschaften
Es bestehen derzeit folgende zwei Städtepartnerschaften:
- Altınova, Türkei[4]
- Zabrat, Aserbaidschan[5]

Agios Sergios ist als erster Ort in ganz Zypern Teil von Cittàslow.